# Andrzej Fischer
Andrzej Lucjan Fischer (ur. 15 stycznia 1952 w Swarzędzu, zm. 22 listopada 2018 w Niemczech) – polski piłkarz grający na pozycji bramkarza, zawodnik m.in. Lecha Poznań i Górnika Zabrze. Reprezentant Polski, członek kadry na mistrzostwa świata w 1974 i srebrny medalista tej imprezy.

## Przebieg kariery
Pierwszym klubem Fischera była Unia Swarzędz, z której w 1968 przeniósł się do drugoligowej Olimpii Poznań. Wiosną 1972 zadebiutował w poznańskim Lechu, z którym w tamtym sezonie awansował do ekstraklasy. Kolejnym klubem, którego barwy reprezentował, był Górnik Zabrze. Zdobył z nim dwa medale mistrzostw Polski: srebrny w 1974 i brązowy w 1977. Po spadku do II ligi Fischer chciał zmienić otoczenie i w 1979 odszedł do GKS Żory. Grę łączył ze szkoleniem młodzieży.
W latach 80. piłkarz wyjechał do Niemiec, gdzie przez dwa lata występował w niższych ligach.
Fischer reprezentował Polskę w kategoriach juniorskiej i młodzieżowej. W reprezentacji A zagrał dwukrotnie: zadebiutował 13 kwietnia 1974 w meczu z Haiti, miesiąc później wystąpił też w spotkaniu z Grecją. Jako trzeci bramkarz pojechał na mistrzostwa świata 1974, jednak ani razu nie wyszedł na boisko.
Z wykształcenia był mechanikiem samochodowym. Zmarł 22 listopada 2018 w wieku 66 lat.

## Statystyki

### Klub
| Klub               | Sezon              | Liga               | Liga  | Liga   | Puchar | Puchar | Europa | Europa | Inne  | Inne   | Suma  | Suma   |
| Klub               | Sezon              | Liga               | Mecze | Bramki | Mecze  | Bramki | Mecze  | Bramki | Mecze | Bramki | Mecze | Bramki |
| ------------------ | ------------------ | ------------------ | ----- | ------ | ------ | ------ | ------ | ------ | ----- | ------ | ----- | ------ |
| Lech Poznań        | 1971/1972          | II liga            | 12    | 0      | —      | —      | —      | —      | —     | —      | 12    | 0      |
| Lech Poznań        | 1972/1973          | I liga             | 22    | 0      | 1      | 0      | —      | —      | —     | —      | 23    | 0      |
| Lech Poznań        | Ogólnie            | Ogólnie            | 34    | 0      | 1      | 0      | —      | —      | —     | —      | 35    | 0      |
| Górnik Zabrze      | 1973/1974          | I liga             | 18    | 0      | 3      | 0      | —      | —      | 2     | 0      | 23    | 0      |
| Górnik Zabrze      | 1974/1975          | I liga             | 27    | 0      | 3      | 0      | 2      | 0      | —     | —      | 32    | 0      |
| Górnik Zabrze      | 1975/1976          | I liga             | 20    | 0      | 0      | 0      | —      | —      | —     | —      | 20    | 0      |
| Górnik Zabrze      | 1976/1977          | I liga             | 9     | 0      | 1      | 0      | —      | —      | 0     | 0      | 10    | 0      |
| Górnik Zabrze      | 1977/1978          | I liga             | 12    | 0      | 1      | 0      | 1      | 0      | —     | —      | 14    | 0      |
| Górnik Zabrze      | 1978/1979          | II liga            | 0     | 0      | 0      | 0      | —      | —      | —     | —      | 0     | 0      |
| Górnik Zabrze      | Ogólnie            | Ogólnie            | 86    | 0      | 8      | 0      | 3      | 0      | 2     | 0      | 99    | 0      |
| Ogólnie w karierze | Ogólnie w karierze | Ogólnie w karierze | 120   | 0      | 9      | 0      | 3      | 0      | 2     | 0      | 134   | 0      |

### Międzynarodowe
| Lp. | Data       | Miejsce               | Rywal  | Wynik | Rozgrywki  | Grał   | Uwagi |
| --- | ---------- | --------------------- | ------ | ----- | ---------- | ------ | ----- |
| 1.  | 13.04.1974 | Port-au-Prince, Haiti | Haiti  | 1:2   | towarzyski | 90'    |       |
| 2.  | 15.05.1974 | Warszawa, Polska      | Grecja | 2:0   | towarzyski | do 45' |       |

## Sukcesy
Reprezentacja Polski
- Mistrzostwa świata Trzecie miejsce: 1974

Górnik Zabrze
- Ekstraklasa Wicemistrz: 1973/1974
- Ekstraklasa Trzecie miejsce: 1976/1977